# Виндорф (Мекленбург)
Виндорф (њем. Wiendorf) општина је у њемачкој савезној држави Мекленбург-Западна Померанија. Једно је од 59 општинских средишта округа Бад Доберан. Према процјени из 2010. у општини је живјело 799 становника. Посједује регионалну шифру (AGS) 13051082.

## Географски и демографски подаци
Виндорф се налази у савезној држави Мекленбург-Западна Померанија у округу Бад Доберан. Општина се налази на надморској висини од 30 метара. Површина општине износи 17,7 km². У самом мјесту је, према процјени из 2010. године, живјело 799 становника. Просјечна густина становништва износи 45 становника/km².